# Rockbitch
Le Rockbitch, anche nella grafia RockBitch o Rock Bitch, e in un'occasione anche con il nome Rocky Beaches, sono state un gruppo musicale britannico, formatosi nel 1984 con il nome Cat Genetica e nel 1989 ribattezzato Red Abyss. Nel 2005 il gruppo viene rinominato MT-TV, proseguendo la propria carriera fino al 2008.
In seguito alla fine dell'attività del gruppo, una parte delle componenti formano il gruppo Syren, unitamente alla cantante e compositrice Erin Bennett. Dal 2020 buona parte della formazione delle Rockbitch si riunisce sotto il nome di EBB, suonando prevalentemente dal vivo.
Le Rockbitch erano composte prevalentemente da donne, poliamorose, pansessuali, femministe e pagane, che si esibivano nude e incorporavano atti sessuali e rituali pagani nelle loro esibizioni.

## Storia
Il gruppo viene fondato nel 1984 con il nome di Cat Genetica dalla basista Amanda "The Bitch" Smith-Skinner e dal chitarrista Tony "The Beast" Skinner. Nel 1989 il gruppo viene rinominato Red Abyss, iniziando ad attirare nella sua formazione musiciste e artiste facenti parte della comunità matriarcale, poliamorosa, pagana e femminista, di cui Amanda Skinner fa parte.
Il gruppo comincia ad attrarre gli interessi del pubblico e della stampa, divenendo celebre non solo per compiere atti sessuali dal vivo, durante i concerti, ma anche per coinvolgere il pubblico attraverso una estrazione a sorte denominata The Golden Condom: durante gli spettacoli un preservativo viene lanciato sulla folla, chiunque lo afferri, uomo o donna che sia, viene portato sul palco per fare sesso con i membri del gruppo. Nelle sue performance, il gruppo si esibisce in baci, sesso orale (maschile e femminile), penetrazione vaginale tramite dita, lingue, sextoy e peni.
I membri del gruppo rock vivono insieme in una comune poliamorosa, all'interno di una casa in Francia. Il sito web ufficiale del gruppo descrive tutte le donne che lo compongono come "lesbiche o bisessuali" e che non ci sono "coppie monogame esclusive" tra i suoi membri. Sempre sul loro sito, il gruppo dichiara che tutti i suoi componenti si sottopongono regolarmente ogni quattro mesi a test per malattie e infezioni sessualmente trasmissibili, tra cui HIV e AIDS, e hanno delle regole restrittive in merito ai contatti sessuali. Tali regole comprendono, ma non si limitano solo a questo, a: praticare sesso orale e penetrazioni solamente con un preservativo e non praticare mai sesso anale "al di fuori della comunità". Dichiarando inoltre che nessun membro della loro comunità ha mai contratto alcuna malattia sessualmente trasmissibile.
Nel 1997, le Rockbitch fanno notizia sui giornali scandalistici per aver suonato in una scuola per preadolescenti, anche se per questo particolare concerto cambiano il loro nome in Rocky Beaches (lett. "Spiaggie Rocciose"), indossano abiti modesti e cantano canzoni non sessuali. Nel 1999, dopo l'uscita del loro primo album in studio, Motor Driven Bimbo, le Rockbitch vengono sempre più pressate dalla loro casa discografica a censurare le loro esibizioni dal vivo. Rifiutano, negoziando con successo una liberazione dal loro contratto. Un secondo album, influenzato dal goth rock, intitolato Psychic Attack, non è stato mai pubblicato.
Nel 2002, Babe dichiara che le "Rockbitch non hanno problemi con i ragazzi che andavano a vedere i seni, dato che sono una componente del pubblico, ci sono sempre altri che vedono il significato più profondo ed entrambi i gruppi si divertono. In genere creano una grande atmosfera combinata". Il gruppo si assicura di non infrangere mai alcuna legge in merito al contenuto dei suoi spettacoli dal vivo in nessun paese o territorio. La continua attenzione della polizia britannica ai loro temi e spettacoli a sfondo sessuale si è unita all'opposizione del consiglio locale ai loro spettacoli riservati agli adulti. La pressione subdola sui proprietari dei locali in merito alle licenze per alcolici e spettacoli causa difficoltà al gruppo nelle esibizioni dal vivo, anche quando i proprietari dei locali sono positivi nei confronti della band. Vengono fissati tour, le cui date vengono successivamente annullate con solo pochi giorni di anticipo. La frustrazione e i problemi che ciò crea portano le Rockbitch a smettere di esibirsi dal vivo per un periodo a partire dal 2002, ritornando a esibirsi dal vivo nuovamente nell'agosto 2004.
Le Rockbitch divengono oggetto di svariati documentari, tra i quali un documentario di 30 minuti su BBC Choice nel 2002. Un ulteriore documentario, della durata di un'ora, viene trasmesso su Channel 5 nel Regno Unito nel 2003. Il pluripremiato regista Norman Hull ha poi realizzato il documantario This is Rockbitch nel 2003. Questi documentari sono stati trasmessi in replica su Sexcetera. Sempre nel 2003 il gruppo riceve il premio alla carriera ai Sexual Freedom Awards.
Dopo il loro scioglimento avvenuto nel 2004, l'anno successivo l'ultima formazione delle Rockbitch riemerge sotto il nome di MT-TV. Si tratta di un progetto esclusivamente musicale, senza gli spettacoli di sesso o nudità che caratterizzavano le Rockbitch, ma incorporando aspetti di teatralità sul palco e con testi caratterizzati da contenuti politici basati su elementi sociosessuali. Dopo un tour nel Regno Unito nell'estate del 2005, il gruppo si esibisce in tutti gli Stati Uniti. La prima parte del tour negli Stati Uniti viene documentata nel DVD Shevolution, pubblicato dalla Blackwing Films nel 2006.
Nel 2017 viene distribuito un documentario svedese sulla crescente popolarità della stregoneria e dei suoi legami con il femminismo. Questa è la prima troupe cinematografica a cui è stato concesso l'accesso dietro le mura della comunità dopo la cessazione delle esibizioni dal vivo delle Rockbitch. Il documentario contiene un riassunto della carriera musicale della formazione e fornisce informazioni sulle loro radici pagane/stregonesche, del modo in cui hanno sostenuto la loro musica e interviste con Babe.
Dopo la fine dell'attività del gruppo, Amanda e Jo hanno formato il gruppo Syren, unitamente alla cantante e compositrice Erin Bennett, che si è unita alla comune nel 2006. Nel 2012 Jo è morta a causa di un cancro al seno. Amanda pone fine alla propria carriera musicale poco dopo. Erin Bennet prosegue la propria carriera musicale da solista, con un gruppo di supporto formato da ex-membri delle Rockbitch, abbandonando il nome Syren e suonando come Erin Bennett and the EB Band. Negli ultimi due anni, il gruppo ha cambiato nuovamente nome e genere, suonando dal vivo come gruppo prog rock con il nome di EBB.
Julie, la voce principale delle Rockbitch, prosegue la propria carriera con il nome di Krow, producendo dance music nello stile dei Noise Terror Punk EDM. La sua musica e video vengono anch'essi documentati dal film svedese.

## Ideologia
Le Rockbitch hanno prestato la loro voce a rivendicazioni femminili e sessuali, esprimendo apertamente la loro ammirazione per icone della politica sessuale come Annie Sprinkle e Betty Dodson, e in generale sostenendo la sessualità femminile aperta come una parte sana della natura umana. In un'estensione dell'affermazione femminista degli anni settanta secondo cui "il personale è il politico", hanno affermato che nessun movimento femminista è completo senza che la sessualità femminile sia riesaminata, ridefinita ed espressa in qualsiasi forma possa assumere dalle donne stesse. Hanno visto nella musica rock il mezzo perfetto per farlo, poiché era stata per molto tempo l'arena per l'espressione della sessualità maschile, mentre i corpi delle donne erano spesso un espediente di marketing per aggiungere interesse a un prodotto piuttosto che una fonte di emancipazione personale.
Il gruppo si è descritto come avente una filosofia comunitaria di amore libero e pansessualità. Nel 2004 la chitarrista solista Lisa "Babe" Wills, ha dichiarato: "crediamo nella liberazione delle persone attraverso una sessualità libera e aperta".

## Formazione
- Julie Worland - voce
- "Luci" - chitarra, danzatrice, sex performer
- Amanda "The Bitch" Smith-Skinner - basso
- Nikki Fay - tastiere, pianoforte, flauto
- Joanne Heeley - batteria
- Lisa "Babe" Wills - chitarra, cori
- Tony "The Beast" Skinner - chitarra, produzione discografica
- "Chloe" - danzatrice, sex performer
- Suna "Kali" Dasi - danzatrice, sex performer
- Martina "Erzulie" - danzatrice, sex performer

## Discografia

### Come Red Abyss

#### Album in studio
- 1992 - Luci's Love Child (come Red Abyss)

### Come Rockbitch

#### Album in studio
- 1999 - Motor Driven Bimbo

#### Album dal vivo
- 1997 - Live in Amsterdam

#### Singoli
- 1999 - 3 Song Demo From 'Motor Driven Bimbo'
- 1999 - Rockbitch

### Come MT-TV

#### Album in studio
- 2008 - East/West

#### Album dal vivo
- 2005 - eMpTy-TV Live in France

## Videografia

### Come Rockbitch

#### Videoclip
- 2000 - Breathe

#### Home video
- 1997 - Bitchcraft
- 1998 - The Bitch O'Clock News

### Come MT-TV

#### Home video
- 2006 - Shevolution
- 2008 - North/South

## Filmografia
- This is Rockbitch, regia di Norman Hull - documentario (2003)
- Terror in the Scream, regia di Casey LeBleu - cortometraggio (2018)

## Riconoscimenti
- Sexual Freedom Awards
  - 2003 - Premio alla carriera[17]